# マックス・メイビン

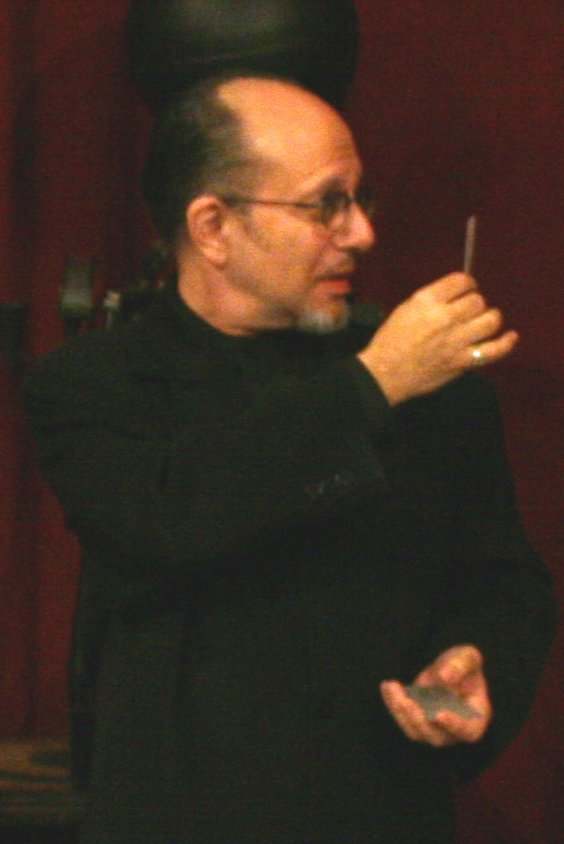
マックス・メイビン

マックス・メイビン（Max Maven、1950年 - 2022年11月1日）は、アメリカ合衆国生まれのマジシャン・メンタリスト。パフォーマー以外にも、ランス・バートンと言った著名なマジシャンのアドバイザーも努めている。また、前田知洋の師匠(先生)にあたる人である。
少年時代に、セオドール・アンネマンが編集・発行していた雑誌「JINX」の影響でメンタル・マジックに興味を持つ。その後は、奇抜なメイクとヘアスタイルでメンタリストとして成功し、現在でも世界中で活動している。
演じるマジックは、言葉の曖昧性や人間の深層心理、高度なテクニックを巧みに組み合わせ、最上級の不思議さを披露する。メンタリストとしての演出に徹する一方、フィル・ゴールドスティンの名で主にカードマジックに関する著作活動を行っている(「マックス・メイビン」はステージ名)。
言葉の曖昧性については、彼自身最も得意とするところで、「Verbal Control」というわずか8頁の冊子のなかでその持論と作戦について言及している。
数々の賞を受賞しているが、1988年には日本で「石田天海賞」を受賞している。日本語が非常に得意で、親日家として知られる。日本で活動する際には「マックス・メイビン」の韻を踏んで「マックス名人」と名乗っている。